# 顏信輝
顏信輝（1962年—），臺灣會計師及會計學家，現任淡江大學教授與會計長。曾多次參與制定中華民國的財務會計準則與參與國際財務報導準則（IFRS）翻譯稿的審閱，多年來持續宣導推動中華民國全面直接使用國際會計準則（T-IFRS），放棄中華民國過去數十年來自行制定並參雜美國會計準則（FASB）的財務會計準則（T-GAAP），以原則基礎（Principle-based）會計取代規則基礎（Rule-based）會計。

## 生平
顏信輝，擁有十分完整的會計專業背景，1986年於淡江大學會計系畢業，1988年獲政治大學會計所碩士學位，他回到淡江擔任講師一職，為了讓自己的視野更寬廣，他選擇留職停薪至美國伊利諾大學厄巴納-香檳分校校區攻讀會計碩士，回國後繼續在本校擔任教職，並同時攻讀台大會計博士，1996年獲臺灣大學會計學博士學位。
曾任中華民國財團法人會計研究發展基金會財務會計委員會顧問、委員，考試院典試委員等職務，現為淡江大學會計系教授兼會計室主任，以及會計研究發展基金會的財務會計準則委員會委員。其妻為金管會證期局第六組組長詹靜秋。

## 翻譯著作
東華出版社
- 成本與管理會計（Horngren原作 12th 2006年）

遠流
- 會計與控制系統：組織運作的實務觀察與理論:Theory of accounting and control（Shyam Sunder原作  2000年）

## 資料來源
1. 1 2  . 顏信輝個人網站. 2006-09-20 （中文（臺灣））.

## 外部連結
- 顏信輝簡介 （页面存档备份，存于）
- 擁有完整專業背景 決心不負所託顏信輝穩紮穩打 帶領會計室好還要更好 （页面存档备份，存于）